# Harhar
Harhar fou un país i ciutat antiga, que va caure sota domini d'Assíria. Estava situada a la part més occidental de Mèdia i a la frontera oriental d'Assíria, a l'est dels Zagros. No s'ha pogut determinar amb seguretat la seva situació exacta, però se situaria prop de Sanandaj o de Nihawand. Louis Levina la situa al centre dels Zagros occidentals, propera a la gran ruta que portava al Gran Khorasan. Una estela de Sargon II, descoberta prop de la vila de Najafābād a la vora de la vall d'Asadābād /(a menys de 50 km al sud-oest de la moderna Hamadan), situa la frontera entre Harhar i Mèdia al pas d'Assadabad mentre per l'oest arribava fins a la part nord del territori d'Ellipi (comarca anomenada Vīt Barru) prop de Bisutun. Harhar no té cap relació amb Kar(a)har (Ur III i l'antic període de Babilònia)
La ciutat i terra de la rodalia fou ocupada per primer cop pels assiris en temps del reis Salmanasar III (860-825 aC); aquest rei la va conquerir diverses en les seves campanyes, igual com després en temps del rei Adadnirari III (812-782 aC). El domini assiri es va concretar en el pagament d'un tribut; els assiris haurien enviat a la zona un governador però no està clara l'extensió de la seva autoritat.
A l'inici del regnat e Sargon II (721-705 aC), Harhar va deixar de pagar el tribut i va expulsar al governador assiri que es deia Ki-baba; el país va fer aliança amb el governant d'Ellipi, Dalda. El regne d'Ellipi estava situat al sud o sud-oest de Harhar a l'àrea de Piš-e Kuh. Cinc anys després (716 aC) Sargon II va reconquerir el territori que va esdevenir una simple província. La ciutat fou rebatejada Kār-Šarrukēn (Fortalesa de Sargon, en anglès Fort Sharruken), i va esdevenir una base per la conquesta de Mèdia. Els territoris veïns foren agregats a aquesta província.
Sota el rei Senaquerib (705-681 aC), la província fou engrandida amb territoris conquerits al nord d'Ellipi (sud d'Harhar), incloent Bit-Barru. Sota el rei Esarhaddon (681-668 aC), la província d'Harhar és esmentada amb relació a l'atac a les ciutats de Kilman i Ṣiṣṣirtu durant la rebel·lió dels medes contra Assíria